# Medven Glacier
Medven Glacier är en glaciär i Antarktis. Den ligger i Sydshetlandsöarna. Argentina, Chile och Storbritannien gör anspråk på området. Medven Glacier ligger 79 meter över havet.
Terrängen runt Medven Glacier är huvudsakligen kuperad, men österut är den platt. Havet är nära Medven Glacier åt nordost. Trakten är obefolkad. Det finns inga samhällen i närheten. 